# Thuiaria cornigera
Thuiaria cornigera är en nässeldjursart som beskrevs av Kudelin 1914. Thuiaria cornigera ingår i släktet Thuiaria och familjen Sertulariidae. Inga underarter finns listade i Catalogue of Life.